# Ернст Якоб фон Валдбург-Цайл
Ернст Якоб фон Валдбург-Цайл (на немски: Ernst Jacob von Waldburg-Zeil; * 28 октомври 1673; † 8 юни 1734) е домхер в Кьолн (1685 – 1692), имперски наследствен трухсес и граф на Валдбург-Цайл-Вурцах (1700 – 1734).

## Произход
Той е най-големият син на Себастиан Вунибалд фон Валдбург-Цайл-Вурцах, Марщетен, Алтмансхофен, Волфек и Валдзе (1636 – 1700) и съпругата му алтграфиня Мария Катарина Максимилиана фон Залм-Райфершайд-Бедбург (1651 – 1687), дъщеря на алтграф Ерих Адолф фон Залм-Райфершайт (1619 – 1673) и ландграфиня Магдалена фон Хесен-Касел (1611 – 1671), дъщеря на ландграф Мориц фон Хесен-Касел (1572 – 1632) и графиня Юлиана фон Насау-Диленбург (1587 – 1643). Внук е на граф Йохан Якоб I фон Валдбург-Цайл-Вурцах (1602 – 1674) и правнук на фрайхер Фробен фон Валдбург-Цайл-Вурцах (1569 – 1614).

## Фамилия
Ернст Якоб фон Валдбург-Цайл се жени на 12 октомври 1702 г. във Виена за Анна Лудовика/Луиза фон Валдбург-Волфег (* 13 септември 1679; † 25 март 1736, Виена), дъщеря на трухсес граф Максимилиан Франц Евзебиус фон Валдбург-Волфег (1641 – 1681) и графиня и алтграфиня Мария Ернестина фон Залм-Райфершайд-Дик (1657 – 1723). Те имат девет деца:
- Йозефа Терезия Кайетана Каролина (* 4 ноември 1703; † 5 февруари 1705)
- Франц Ернст фон Валдбург-Цайл-Вурцах (* 7 декември 1704; † 5 април 1781), женен на 26 февруари 1729 г. в Именщат, Швабия, за графиня Мария Елеонора фон Кьонигсег-Ротенфелс (* 4 юли 1711; † 15 декември 1766)
- Антония Леополдина Франциска Луциана (* 30 октомври 1706; † 26 април 1744, Есен), монахиня в Торн и Есен, декантка в Есен
- Мария Анна Йохана Валбурга Кристина (* 20 декември 1710; † 21 май 1780), монахиня в Есен (1722) и в Торн, оберин на Мюнстерайфел

- Йозеф Карл Мария Вунибалд Юдас Тадейус (* 15 август 1712, Констанц; † 9 януари 1786, Кьолн), домхер в Щрасбург (1721), канон в Св. Гереон (1738), катедрален сколастикус (1756 – 1761), декан на „Св. Гереон“ (1760 – 1784), дом-декан в Кьолн (1761 – 1767), домкустос в Страсбург (1763), домпропст (1767 – 1786), пропст на „Св. Гереон“ в Кьолн (1784 – 1786)
- Мария Анна Терезия Катарина (* 24 февруари 1714; † 30 август 1765), омъжена на 12 декември 1733 г. за граф Лудвиг Ксавер Фугер фон Кирхберг-Вайсенхорн-Щетенфелс (* 18 март 1688; † 16 юни 1746)
- Йохан Антон Франц Бернхард Игнациус Вилибалд (* 5 май 1717; † млад ок. 1729)
- Йохан Баптист Себастиан Антон Бернхард (* 26 юни 1718; † 16 март 1722)
- Мария Анна Фелицитас Кризостома (* 26 юни 1722; † 22 август 1751), омъжена на 15 февруари 1737 г. за граф/принц Антон Рупрехт Франц цу Хоенлое-Бартенщайн (* 13 юни 1709; † 3 април 1745)